# Ezzahra
Ezzahra (arabisch الزهراء, DMG az-Zahrāʾ) ist eine tunesische Küstenstadt und liegt südlich der Hauptstadt Tunis. Ezzahra grenzt an das Mittelmeer (Golf von Tunis) und die Gemeinden Radès, Hammam-Lif und Bou Mhel el-Bassatine.
Die Einwohnerzahl im Jahre 2022 betrug 36.170.

## Sport
Die Stadt ist Heimat von Ezzahra Sports. Der Verein ist sechsfacher Meister der tunesischen Basketballmeisterschaft.

## Kunstgeschichte
Die Maler Paul Klee, August Macke und Louis Moilliet hielten sich während der Tunisreise im April 1914 zeitweise im damals Saint Germain genannten Ezzahra im Landhaus ihres Gastgebers Dr. Jäggi auf. Hier entstanden unter anderem die Aquarelle „Terrasse des Landhauses in St. Germain“ von Macke und „Ansicht von Saint Germain“ von Klee.

## Bildergalerie

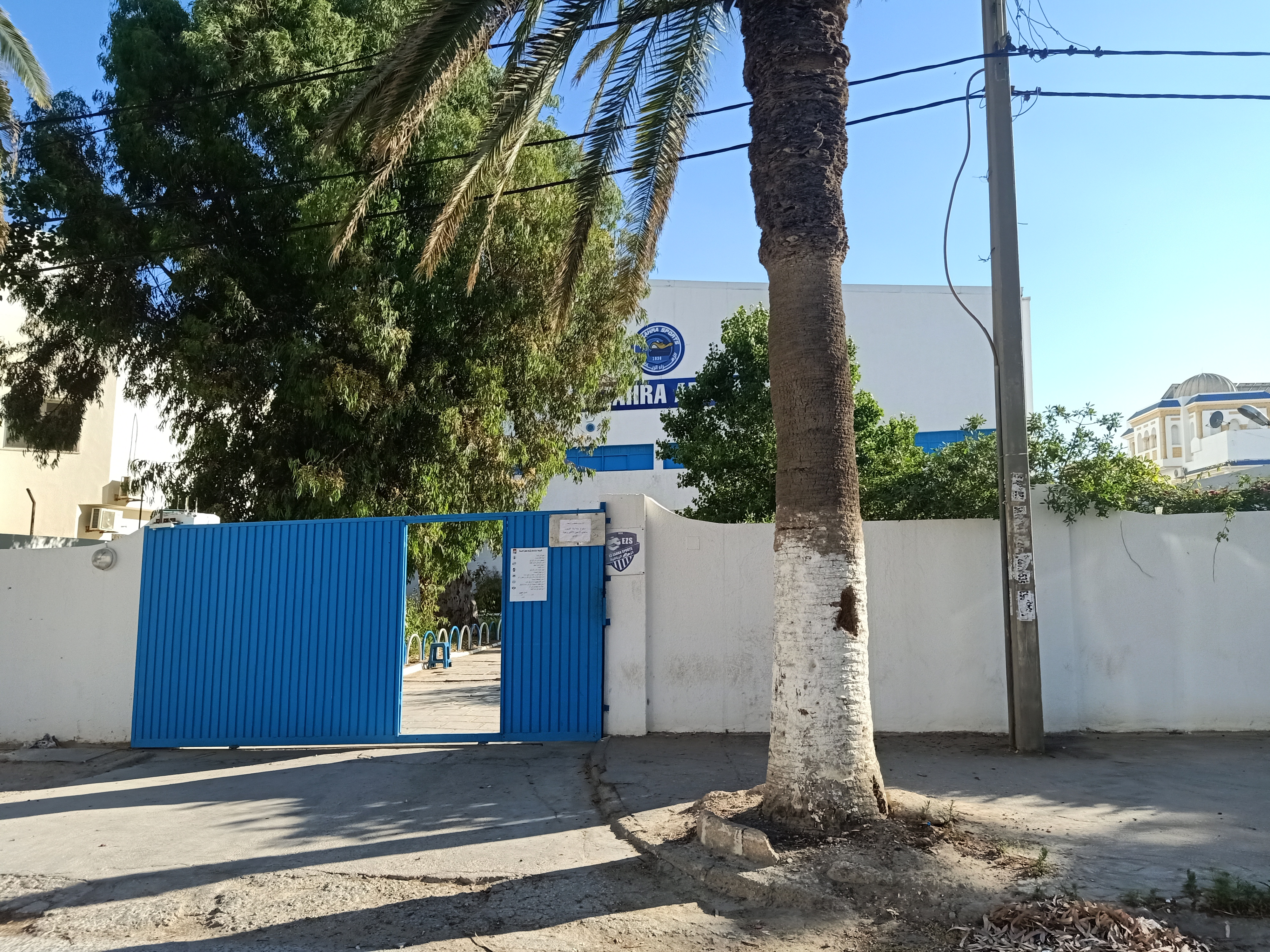
Blick auf die Heimstätte von Ezzahra Sports
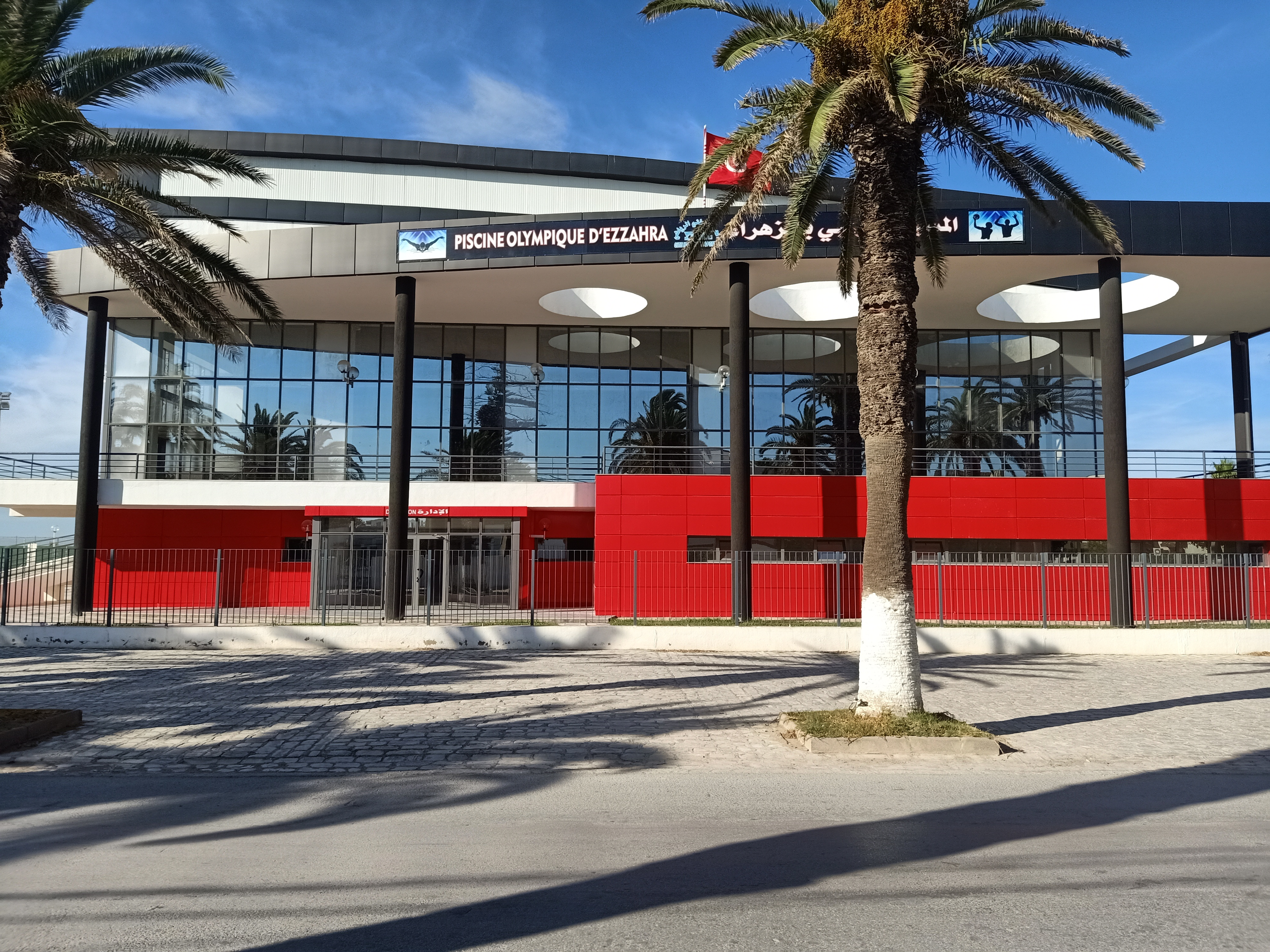
Schwimmhalle Ezzahra
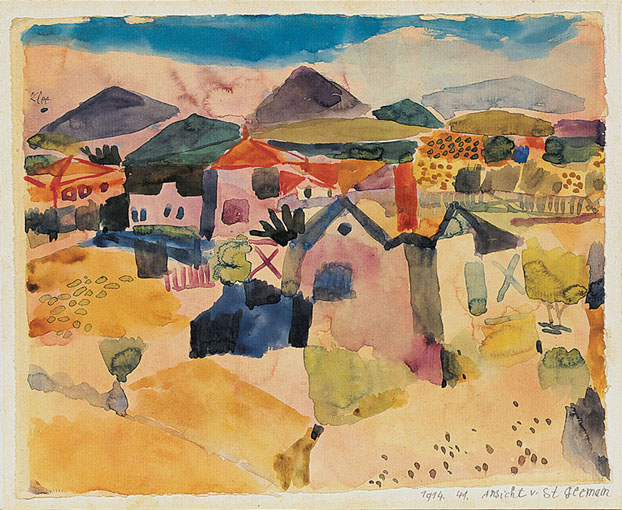
Paul Klee: Ansicht von Saint Germain (Aquarell, 1914)
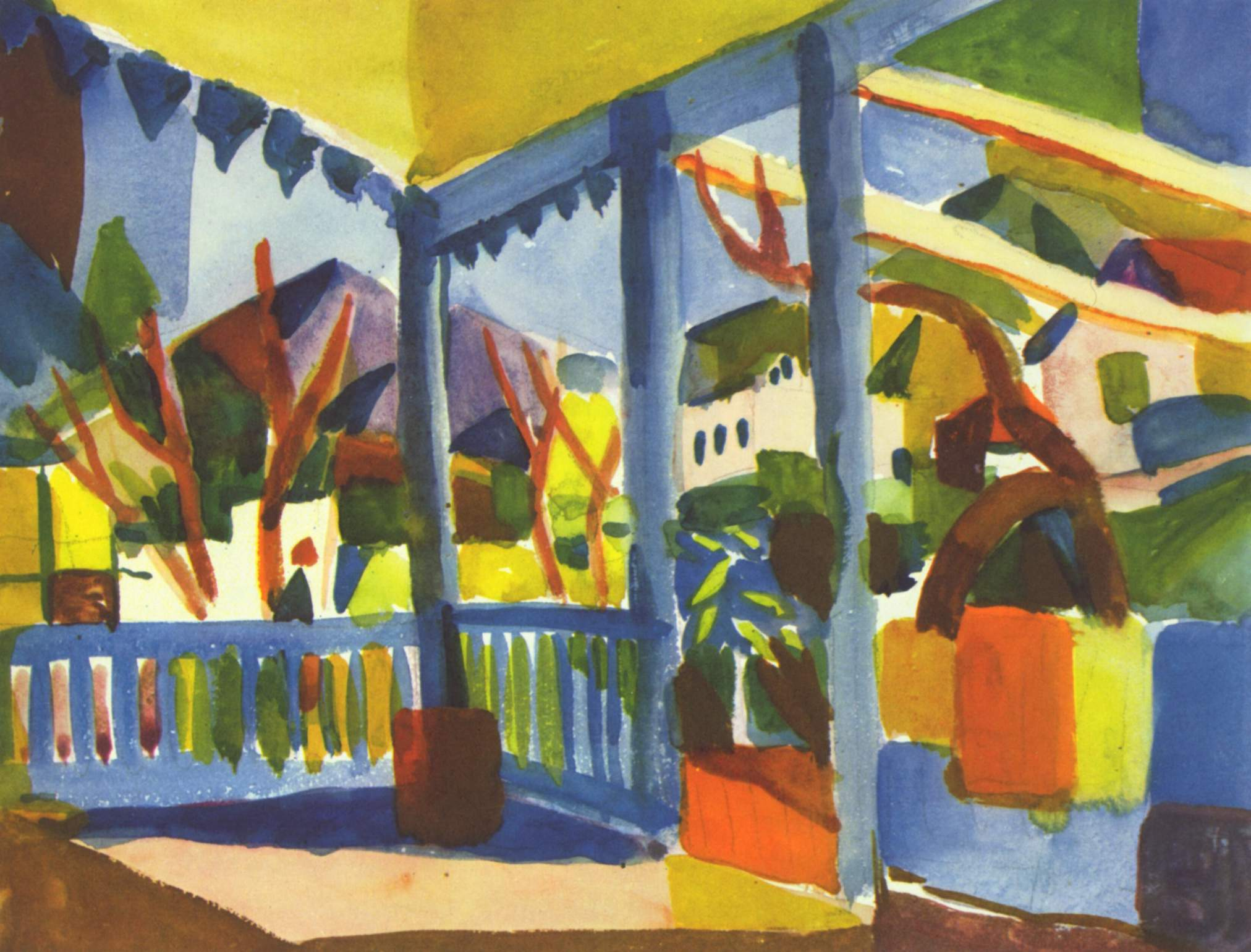
August Macke: Terrasse des Landhauses in Saint Germain (Aquarell, 1914)

## Nachweise
1. ↑  Ezzahra, Ezzahra, Ben Arous: 2034, 11. Mai 2023 (französisch)
2. ↑  https://citypopulation.de/Tunisia-Cities.html
3. ↑  Pierre-Arnaud Barthel: Mondialisation, urbanité et néo-maritimité: la corniche du Lac de Tunis. In: L'Espace géographique. Band 35, Nr. 2, 2006, S. 177–188, JSTOR:26235997.
4. ↑  Die Tunisreise: Klee, Macke, Moilliet. Landschaftsverband Westfalen-Lippe, Westfälisches Landesmuseum für Kunst und Kulturgeschichte Münster ; G. Hatje, Münster : Stuttgart 1982, ISBN 3-7757-0177-X.